# Ali Badjo Gamatié

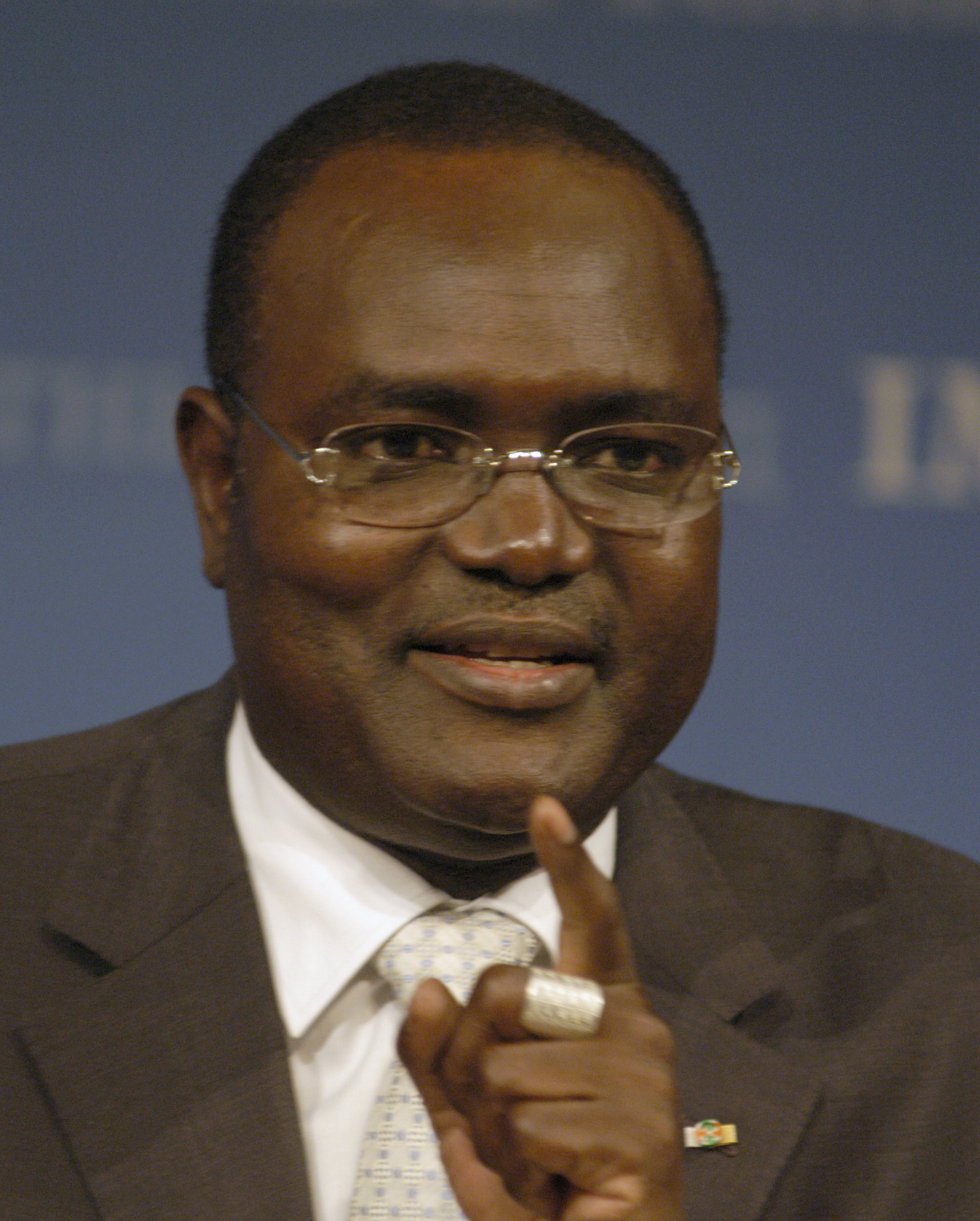
Ali Badjo Gamatié (2002)

Ali Badjo Gamatié (* um 1957) ist ein nigrischer Manager, Unternehmer und Politiker.

## Biografie
Gamatié war über viele Jahre in der Finanzwirtschaft tätig und unter anderem auch Mitarbeiter bei der Weltbank sowie Vertreter bei der Europäischen Union.
Am 5. Januar 2000 wurde er zum Wirtschafts- und Finanzminister im Kabinett von Premierminister Hama Amadou ernannt und gehörte diesem bis 2002 an.
Im Anschluss wurde er im Oktober 2005 Vize-Gouverneur der Westafrikanischen Zentralbank (BCEAO) und galt 2006 auch neben Paul Bohoun Bouabré und Philippe-Henri Dacoury-Tabley aus der Elfenbeinküste sowie Abdoulaye Bio-Tchané aus Benin als möglicher Nachfolger von Charles Konan Banny als Gouverneur der BCEAO. Letztlich wurde Dacoury-Tabley Gouverneur der Bank.
Darüber hinaus wurde er bereits als möglicher Premierminister des Niger genannt, wurde 2008 zudem Sonderberater von Präsident Mamadou Tandja für den Bergbau und war daneben Chefunterhändler der nigrischen Regierung mit dem französischen Kerntechnikunternehmen Areva zur Aushandlung einer Investition des Konzerns in das Uranbergwerk Imouraren. Daneben war er in der Privatwirtschaft tätig und neben dem Sohn von Präsident Tandja Teilhaber eines Unternehmens.
Präsident Mamadou Tandja berief ihn schließlich am 2. Oktober 2009 zum Premierminister.
Dieses Amt bekleidete er bis zum Sturz Mamadou Tandjas am 18. Februar 2010 durch einen Staatsstreich und der anschließenden Machtübernahme durch den Obersten Rat für die Wiederherstellung der Demokratie unter dem Vorsitz von Oberst Salou Djibo.